# Lucas Leiva
Lucas Pezzini Leiva (mer känd under artistnamnet Lucas eller Lucas Leiva), född den 9 januari 1987 i Dourados, är en brasiliansk före detta fotbollsspelare (mittfältare). Lucas har även ett italienskt pass.

## Klubblagskarriär

### Grêmio
Lucas började spela fotboll i den brasilianska klubben Grêmio och han gjorde sin professionella debut med laget den 22 oktober 2005 i en 1-0-seger mot Náutico i den brasilianska andraligan. Grêmio vann ligan samma säsong och blev åter uppflyttade till högsta ligan.
2006 var ett framgångsrikt år för både Lucas och Grêmio då laget vann Campeonato Gaúcho, Rio Grande do Suls delstatsmästerskap, för första gången sedan 2001 och kom trea i Campeonato Brasileiro Série A (Brasilianska högstaligan). Lucas blev samma år den yngsta spelaren någonsin att vinna tidningen Placars prestigefyllda pris "Bola de Ouro" som den Brasilianska ligans bästa spelare. Priset hade tidigare vunnits av bland andra Zico, Falcao, Alex, Romário, Kaká och Carlos Tévez.
Lucas spel under året ledde även till rykten som placerade honom i europeiska storklubbar som till exempel AC Milan, Manchester United, Inter, Juventus, Atlético Madrid och Barcelona.
Den 27 juni 2022 blev Leiva klar för en återkomst i Grêmio, där han skrev på ett kontrakt till december 2023.

### Liverpool
I början av maj 2007 tillkännagav Liverpools manager Rafael Benitez att Lucas skulle skriva på för klubben inför säsongen 2007/2008. Övergången, som skulle genomföras när Lucas klubb Grêmio spelat klart i 2007 års Copa Libertadores de América, sades vara värd runt 8 miljoner pund. Grêmio tog sig till finalen i cupen men förlorade den med sammanlagt 3-0 mot Boca Juniors efter att ha förlorat första matchen med 1-0 (med en skadad Lucas på bänken) och returen med 2-0.
Den 26 juli slutfördes övergången och Lucas debuterade för Liverpool i finalen av försäsongsturneringen Barclays Asia Trophy mot Portsmouth FC dagen därpå när han blev inbytt istället för Momo Sissoko i andra halvleken. Lucas har sagt att han tackade nej till en övergång till Inter innan han valde Liverpool.
I slutet av november gav Rafael Benitez Lucas chansen i tävlingsmatchsammanhang och han spelade från start bland annat i matcherna mot Newcastle och Bolton Wanderers i ligan. Han gjorde sitt första mål för klubben den 27 januari 2008 när han skruvade in ett skott från 25 meter i FA-cupmatchen mot Havant and Waterlooville. Målet gjorde att han blev den första brasilianska spelaren att göra ett mål för Liverpool.
Efter att ha fått mer och mer speltid fick Lucas sedan spela från start i stora matcher mot till exempel Chelsea och Arsenal i ligan och två gånger mot Inter i Champions League. När sedan Xabi Alonso sommaren 2009 såldes till Real Madrid och Alberto Aquilani som Liverpool köpte för att ersätta spanjoren med var långtidsskadad fick Lucas mycket speltid under hösten 2009. Den 20 januari 2010 spelade Lucas sin 100:e match för Liverpool när man besegrade Tottenham med 2-0 i Premier League. Vid samma tidpunkt hade han spelat näst flest matcher (29) av alla spelare i Liverpool under säsongen. När säsongen var över hade Lucas spelat 50 matcher (varav 35 av 38 ligamatcher), endast Dirk Kuyt, Jamie Carragher och José Reina spelade fler för klubben under säsongen. Han blev även utsedd till årets bästa unga spelare i Liverpool.
Säsongen 2010-2011 spelade Lucas 33 av Liverpools 38 ligamatcher och blev utsedd till säsongens bästa spelare i Liverpool på den officiella hemsidan.

### Lazio
Efter 10 år i Liverpool värvades Lucas den 18 juli 2017 av italienska Lazio.

### Återkomst i Grêmio
Den 27 juni 2022 blev Lucas klar för en återkomst i Grêmio, där han skrev på ett 1,5-årskontrakt. Den 17 mars 2023 meddelade Lucas att han avslutade sin fotbollskarriär efter att ett hjärtfel upptäckts.

## Landslagskarriär
Lucas spelade totalt 9 matcher med Brasiliens U 20-landslag och var under sin tid i laget lagkapten. Han var med och vann Sydamerikanska mästerskapet för U 20-landslag 2007 och gjorde i turneringen 4 mål. Han förväntades även vara kapten i Brasiliens lag i U20-VM i herrfotboll|U20-VM i juli 2007 men en skada som höll honom borta från fotbollen i tre veckor tvingade honom att lämna återbud till turneringen.
Lucas blev i oktober 2006 för första gången uppkallad till seniorlandslaget inför träningsmatcherna mot den Kuwaitiska klubben Al-Kuwait och Ecuador.  Han kom in som avbytare i andra halvleken i matchen mot Al-Kuwait den 7 oktober men då matchen inte räknades som en officiell träningsmatch av FIFA räknas inte matchen som hans första landskamp.
Lucas officiella debut i landslaget kom den 22 augusti 2007 i en träningsmatch mot Algeriet.
I juni 2008 blev Lucas uttagen i Brasiliens lag till de olympiska spelen i Peking. Brasilien tog brons i turneringen men Lucas deltog inte i bronsmatchen då han blev utvisad i semifinalen mot Argentina efter en tackling på klubbkompisen Javier Mascherano.

## Meriter
Grêmio
- Vinnare
  - Campeonato Brasileiro Série B: 2005
  - Campeonato Gaúcho: 2006, 2007
- Tvåa
  - Copa Libertadores: 2007

Brasilien
- Vinnare
  - Sendai Cup U 17: 2004
  - Sydamerikanska mästerskapen för U 20-lag: 2007
- Bronsplats
  - Olympiska spelen: 2008

Personliga utmärkelser
- Vinnare
  - Bola de Ouro (Brasilianska ligans bästa spelare): 2006